# Poena cullei
Poena cullei (с лат. — «казнь в мешке») — квалифицированный вид смертной казни, известный римскому уголовному праву. В ходе казни жертву зашивали в мешок с разными животными (змеёй, обезьяной, собакой или петухом) и бросали в воду.

## В Римском государстве
Заключалась в зашивании казнимого в кожаный мешок вместе с живыми змеёй, обезьяной, петухом и собакой с последующим утоплением мешка в водоёме. Применялась за убийство родственников, прежде всего — отца (patricidium). Носила сакрально-символический характер, так как преступник, подвергавшийся poena cullei, уподоблялся соответствующим животным.
По свидетельству Цицерона, такому же наказанию подвергались и святотатцы. С принятием христианства Римской империей данная казнь была подтверждена законами Константина Великого, который распространил эту казнь и на детоубийц.
Poena cullei сохранялась в Византии, в частности, она предусматривается Сводом Юстиниана. При этом в Дигестах уточнялись некоторые процедурные особенности приведения данной казни в исполнение: казнимого предварительно били палкой, а бросанию в море в мешке с животными он подлежал только в том случае, если море находилось поблизости; если же моря рядом не было, преступника отдавали на растерзание диким животным.

## Средневековая рецепция
Под влиянием рецепции римского права в Средние века казнь была принята в изменённом виде в ряде европейских стран. Во французском своде обычного права Livres de Jostice et de Plet (1260 год), созданном на основе Дигест Юстиниана, упоминалось о казни в мешке с петухом, собакой и змеёй.
Несколько позже казнь, основанная на poena cullei, появилась в Германии, где применялась в виде повешения вора вверх ногами на виселицу вместе с собакой либо двумя собаками, повешенными справа и слева от казнимого.
Средневековые глоссаторы, комментируя соответствующие положения римского права, так объясняли символизм poena cullei:
- Собака означает, что преступник не относился с должным уважением к своим родителям, поскольку собака слепа первые девять дней своей жизни;
- Петух означает само преступление;
- Змея означает горе родителей казнимого;
- Обезьяна символизирует самого преступника (внешнее сходство с человеком, но отсутствие права называться человеком в силу чудовищности совершённого преступления).

Собака приобрела дополнительное символическое значение именно в контексте «еврейской казни», поскольку как в иудейской, так и в христианской традициях собака рассматривалась как нечистое животное, олицетворявшее грех зависти. Кроме того, собака вместе с ослом, кошкой и свиньёй включалась средневековыми теологами в так называемый «дьявольский бестиарий», то есть перечень живых существ, являющихся помощниками дьявола в земном мире.